# Auguste Nicolas Cain

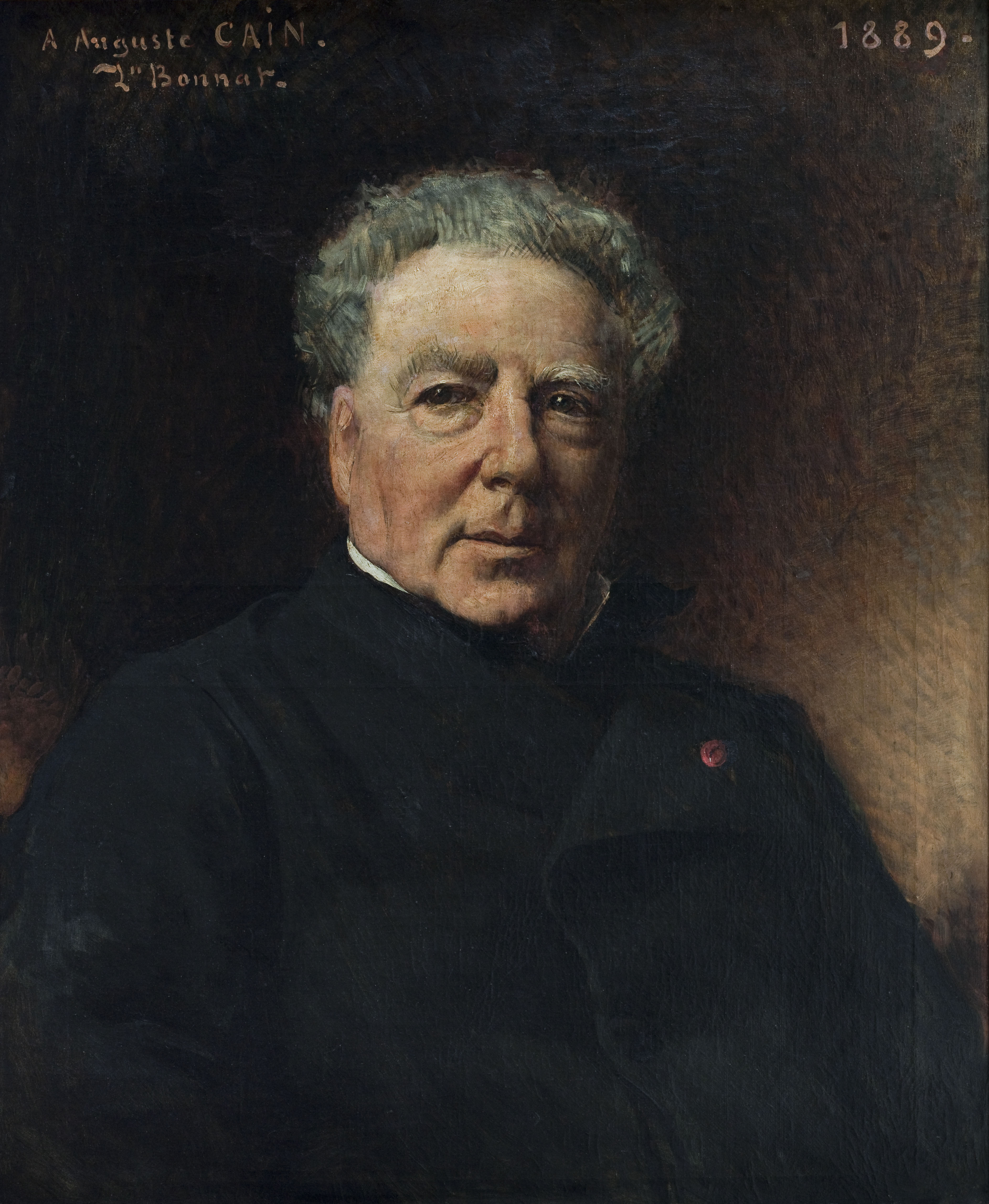
Auguste Nicolas Cain

Auguste Nicolas Cain, född 4 november 1822 i Paris, död där 6 augusti 1894, var en fransk bildhuggare, en av djurplastikens mästare. Han var far till Georges Cain och Henri Cain.
Cain arbetade först hos en snickare och kom därigenom att prova på träsnideri och blev lärjunge hos François Rude. Han debuterade på salongen 1846, då han utställde typer och grupper av djur i små dimensioner, bland andra Ärlor försvarande sitt bo mot en jordråtta. Sedan gick han över till rovfåglarna, Örn, som försvarar sitt byte (1852, på offentlig beställning), Örn, som jagar bort en gam (1857), Falk jagande kaniner, både i grupp och relief, samt Tuppfäktning (flera gånger); varefter han vände sig till de större rovdjuren, vilka han återgav i olika situationer med mycken trohet, liksom med en livfullhet och rörlighet och en storhet i uppfattningen, som ställer honom i jämnbredd med Barye, djurskulpturens förnyare i modern anda. Av hans större djurgrupper märks Tigerfamilj (1867), gjuten i brons 1876 och uppställd i Tuilerierna, Tiger och krokodil (1869), Lejon och lejoninna i strid om ett vildsvin (1875, ett exemplar i brons finns i Köpenhamn, uppställt vid Vestre Boulevard, numera H.C. Andersens Boulevard), Strid mellan tigrar (1878), Rhinoceros anfallen av tigrar (1884, Tuilerierna), Ett koppel franska hundar (samma år, Champs Elysées, i marmor), Lejon och krokodil (1888), Örn och gam i kamp om en död björn (1890, gjuten i brons 1891) med flera.